# علي مظاهري
علي مظاهري (مواليد 31 مارس 1982) هو ملاكم إيراني، مثّل بلاده في الألعاب الأولمبية الصيفية في دورتي 2008 و2012.

## روابط خارجية
علي مظاهري على موقع أوليمبيديا (الإنجليزية)